# Ana Mirela Țermure
Ana Mirela Țermure (n. 13 ianuarie 1975, Căianu Mic, România) este o fostă aruncătoare cu sulița din România. 

## Carieră
Anei Mirela Țermure este multiplă campioană națională și deține recordul național cu 65,08 metri, stabilit în București pe 10 iunie 2001.
Ea a participat la Jocurile Olimpice din 2000 de la Sydney dar nur a reușit să se califice în finală. La Campionatul Mondial din 2001 a fost testată pozitiv pentru norandrosteron și a primit o interdicție de doi ani.
După retragere sa din activitate a devenit antrenor federal in cadrul Federației Române de Atletism.

## Competiții internaționale
| An                   | Competiție            | Locație                   | Loc                  | Note                 |
| Reprezentând România | Reprezentând România  | Reprezentând România      | Reprezentând România | Reprezentând România |
| -------------------- | --------------------- | ------------------------- | -------------------- | -------------------- |
| 1999                 | Universiade           | Palma de Mallorca, Spania | a 7-a                | 56,40 m              |
| 1999                 | Campionatul Mondial   | Sevilla, Spania           | a 15-a (q)           | 58,52 m              |
| 2000                 | Jocurile Olimpice     | Sydney, Australia         | a 22-a               | 56,31 m              |
| 2001                 | Jocurile Francofoniei | Ottawa, Canada            | a 2-a                | 57,25 m              |
| 2001                 | Campionatul Mondial   | Edmonton, Canada          | –                    | DS                   |
| 2003                 | Campionatul Mondial   | Paris, Franța             | a 13-a               | 58,50 m              |

## Legături externe
- en Ana Mirela Țermure la World Athletics
- en Ana Mirela Țermure la Olympedia.org
- en  Ana Mirela Țermure la athleticspodium.com